# 国民同盟 (日本)
国民同盟（こくみんどうめい、旧字体：國民同盟）とは、昭和期に存在した保守・親軍部政党（1932年（昭和7年）12月22日 - 1940年（昭和15年）7月26日）。
1931年（昭和6年）の満州事変直後、幣原外交・井上財政への批判を強めた立憲民政党の安達謙蔵内務大臣が推進した協力内閣運動が失敗に終わると、これに憤慨した安達は民政党を離党した。翌年の1932年（昭和7年）、第18回衆議院議員総選挙を経て、安達らは中野正剛・山道襄一・富田幸次郎・古屋慶隆・風見章らとともに政治グループ「国策研究クラブ」を結成、12月に革新党などと合同して衆議院議員32名により政党「国民同盟」が結成された。
軍部と協力して統制経済と満州事変における日本の国際正義の擁護を掲げたが、政権獲得を重視する安達と中野・山道の3幹部の間に意見の齟齬があり、間もなく富田・古屋らが民政党に復党。1936年（昭和11年）に安達が岡田内閣の内閣審議会委員に任命されると幹部の間の意見の齟齬が一気に露呈し、中野は離党して東方会を結成し、山道も民政党に復党した。さらに風見は離党して近衛文麿のブレーンとなった。このため急激に党勢は衰退し、第20回衆議院議員総選挙以後はわずか11名の小政党となり、他の小政党や無所属議員と小規模な院内会派を作って活動するのが精一杯となった。このため、近衛が新体制運動を起こすと率先してこれに賛同して、大政翼賛会に合流するために解散した。